# Gran Premio GFM Meccanica
Il Gran Premio GFM Meccanica è stata una corsa in linea femminile di ciclismo su strada svoltasi a Gattatico, in Italia, tra il 2000 al 2010.

## Albo d'oro
| Anno | Vincitrice            | Seconda              | Terza                |
| ---- | --------------------- | -------------------- | -------------------- |
| 2000 | Giovanna Troldi       | Greta Zocca          | Katia Longhin        |
| 2007 | Dorte Lohse Rasmussen | Julija Martisova     | Marta Bastianelli    |
| 2008 | Regina Schleicher     | Giorgia Bronzini     | Belinda Goss         |
| 2009 | Diana Žiliūtė         | Alessandra D'Ettorre | Giada Borgato        |
| 2010 | Giorgia Bronzini      | Rasa Leleivytė       | Alessandra D'Ettorre |